# Pascal Delhommeau
Pascal Delhommeau (sinh ngày 14 tháng 8 năm 1978 tại Nantes) là một trung vệ bóng đá Pháp. Anh đã chơi trong mười bốn mùa ở giải chuyên nghiệp và gần 300 trận trong bốn đội khác nhau.

## Sự nghiệp
Delhommeau giành chiến thắng Giải vô địch UEFA U-18 vô với đội Pháp.